# 塞尔蒙迪
塞尔蒙迪是葡萄牙波尔图区的一个堂区。总面积1.41平方公里，总人口1225人，人口密度868.8人/平方公里。